# Hersonska oblast
Hersonska oblast (ukrajinsko Херсо́нська о́бласть, latinizirano: Khersonska oblast; imenovana tudi Hersonščina – ukrajinsko Херсо́нщина) je oblast v južnem delu Ukrajine znotraj Črnomorske nižine, severno od Krima. Njeno upravno središče je Herson. Površina oblasti je 28.461 km2 (4,71 % ukrajinskega ozemlja). Po površini je oblast sedma od štiriindvajsetih ukrajinskih oblasti. Leta 2021 je v oblasti živelo 1.016.707 ljudi (ocena za leto 2021). Velja za 'sadovnjak' države, saj je po celotni oblasti razširjena pridelava hrane, ki doseže višek v poletnih mesecih. Oblast je bila ustanovljena 30. marca 1944.
Ozemlje oblasti je državna meja z dolžino 458 km (350 km Črnega morja in 108 km Azovskega morja). Na meji so 4 nadzorne točke: zračno, rečno pristanišče in morski pristanišči Herson in Skadovska. Razdalja od Hersona do Kijeva po železnici je 664 km, po cesti pa 605 km. 
Med rusko invazijo na Ukrajino leta 2022 je Rusija okupirala večji del oblasti vključno s prestolnico Herson, po uspešni protiofenzivi je Ukrajina osvobodila celoten del oblasti na desnem bregu Dnepra, vključno s Hersonom. 

## Geografija
Hersonska oblast meji na Dnipropetrovsko oblast na severu, Črno morje in sporno regijo Krim na jugu, Mikolajivsko oblast na zahodu in Azovsko morje in Zaporoško oblast na vzhodu.
Skozi oblast teče Dneper, kjer tvori Kahovsko umetno jezero.
Oblast (znotraj Geničeskega rajona) vključuje severni del Arabatske kose, tanek pas zemlje med bočatim Sivašem in Azovskim morjem, ki je geografsko del Krimskega polotoka. Ker je Rusija leta 2014 pridobila dejanski nadzor nad Avtonomno republiko Krim, so bila južna območja Hersona edini deli Krimskega polotoka pod neposrednim ukrajinskim nadzorom pred Rusko invazijo na Ukrajino leta 2022.

## Upravne delitve
Do reorganizacije leta 2020 je bila Hersonska oblast upravno razdeljena na 18 rajonov (okrožij) in 3 gromade (občine), ki so bile neposredno podrejene oblastni vladi – Herson (upravno središče oblasti), Nova Kahovka in Kahovka. Gromada Herson je bila razdeljena na 3 mestne rajone. Vse spodnje informacije so aktualne od leta 2015.
| Slovensko ime              | Ukrajinsko ime                 | Površina [km2] | Število prebivalcev 2015 | Upravno središče     | Mestno prebivalstvo |
| -------------------------- | ------------------------------ | -------------- | ------------------------ | -------------------- | ------------------- |
| Herson                     | Херсон (місто)                 | 423            | 333.737                  | Herson               | 322.260             |
| Gola Pristan               | Гола Пристань (місто)          | 9              | 14.883                   | Gola Pristan         | 14.568              |
| Nova Kahovka               | Нова Каховкa (місто)           | 223            | 68.205                   | Nova Kahovka         | 62.128              |
| Kahovka                    | Каховкa (місто)                | 16             | 36.958                   | Kahovka              | 36.958              |
| Berislavski rajon          | Бериславський (район)          | 1.721          | 48.025                   | Berislav             | 16.682              |
| Bilozerski rajon           | Білозерський (район)           | 1.534          | 66.564                   | Bilozerka            | 9.739               |
| Čaplinski rajon            | Чаплинський (район)            | 1.722          | 35.219                   | Čaplinka             | 12.638              |
| Geničeski rajon            | Генічеський (район)            | 3.008          | 59.991                   | Geničesk             | 33.748              |
| Golopristranski rajon      | Голопристанський (район)       | 3.411          | 45.827                   | Gola Pristan         | 14.666              |
| Gornostajivski rajon       | Горностаївський (район)        | 1.018          | 19.788                   | Gornostajivka        | 6.681               |
| Ivanivski rajon            | Іванівський (район)            | 1.120          | 13.995                   | Ivanivka             | 4.560               |
| Kalančaški rajon           | Каланчацький (район)           | 916            | 21.568                   | Kalančak             | 11.169              |
| Kahovski rajon             | Каховський (район)             | 1.450          | 35.968                   | Kahovka              | N/A *               |
| Novotrojicki rajon         | Новотроїцький (район)          | 2.298          | 35.921                   | Novotrojicke         | 14.979              |
| Novovoroncovski rajon      | Нововоронцовський (район)      | 1.005          | 21.442                   | Novovoroncovka       | 6.379               |
| Nižnosirogoški rajon       | Нижньосірогозький (район)      | 1.209          | 15.985                   | Nižni Sirogozi       | 4.891               |
| Oleškivski rajon           | Олешківський (район)           | 1.759          | 71.888                   | Oleški               | 36,317              |
| Skadovski rajon            | Скадовський (район)            | 1.456          | 47.930                   | Skadovsk             | 21.830              |
| Velikolepetiški rajon      | Великолепетиський (район)      | 1.000          | 16.827                   | Velika Lepetiha      | 8.326               |
| Velikooleksandrivski rajon | Великоолександрівський (район) | 1.540          | 25.948                   | Velika Oleksandrivka | 9.747               |
| Verhnorogačiški rajon      | Верхньорогачицький (район)     | 915            | 12.003                   | Verhni Rogačik       | 5.698               |
| Visokopiljski rajon        | Високопільський (район)        | 701            | 15.121                   | Visokopilja          | 6.148               |

* Opomba: Čeprav je upravno središče rajona v mestu, po katerem je poimenovano, mesta ne odgovarjajo rajonskim oblastem; namesto tega so neposredno podrejena oblastni vladi in se zato ne štejejo kot del rajonske statistike.
Na nižji upravni ravni so te okrožne uprave razdeljene na: 
Na nižji upravni ravni so te rajonske uprave razdeljene na:
- naselja – 697, ki vsebujejo:
  - vasi – 658;
  - mesta / naselja mestnega tipa – 36, ki vsebujejo:
    - mesta rajonske podrejenosti – 4 (Berislav, Geničesk, Skadovsk, Tavrijsk in Oleški);
    - naselja mestnega tipa – 30;
- selsovjeti – 260.

Lokalno upravo oblasti nadzoruje Hersonski oblastni svet. Vodja ODA je predsednik Hersonske oblasti, ki ga imenuje Predsednik Ukrajine.

## Demografija
V oblasti živi 1.083.367 ljudi (2012), kar je 2,4 % celotnega prebivalstva Ukrajine. Po številu prebivalcev je na 21. mestu. Gostota prebivalstva je 38 prebivalcev na km2.
Približno 61,5 % ali 745.400 ljudi živi v urbanih območjih oblasti in 38,5 % ali 467.600 ljudi živi v vaseh. Moški predstavljajo 46,7 % ali 565.400 prebivalcev, ženske 53,3 % ali 644.600 prebivalk, upokojenci pa 26,2 % ali 317.400 prebivalcev oblasti.
Narodni popis prebivalstva Ukrajine (2001):
| Št. | Nacionalnost    | Število ljudi | %      |
| --- | --------------- | ------------- | ------ |
| 1   | Ukrajinci       | 961.500       | 82,0   |
| 2   | Rusi            | 165.200       | 14,1   |
| 3   | Belorusi        | 8.200         | 0,7    |
| 4   | Tatari          | 5.400         | 0,5    |
| 5   | Armenci         | 4.500         | 0,4    |
| 6   | Moldavci        | 4.200         | 0,4    |
| 7   | meshetski Turki | 3.700         | 0,3    |
| 8   | krimski Tatari  | 2.100         | 0,2    |
| 9   | Romi            | 1.800         | 0,1    |
| 10  | Judje           | 1.700         | 0,1    |
| 11  | Poljaki         | 1.600         | 0,1    |
| 12  | Nemci           | 1.400         | 0,1    |
| 13  | Azerbajdžanci   | 1.300         | 0,1    |
| 14  | Korejci         | 1.200         | 0,1    |
| 15  | Bolgari         | 1.000         | 0,1    |
| 16  | drugi           | 5.900         | 0,5    |
|     | skupaj          | 1.175.000     | 100,00 |

### Starostna struktura
0–14 let: 15,1 %  (moški 83.397 / ženske 79.303)
15–64 let: 70,5 %  (moški 364.907 / ženske 393.933)
65 let in več: 14,4 %  (moški 50.404 / ženske 104.856) (uradno leta 2013)

### Srednja starost
skupaj: 39,5 let 
moški: 36,2 let 
ženske: 42,7 let  (uradno leta 2013)

## Podnebje
Podnebje v Hersonski oblasti je zmerno celinsko, sušno. Povprečne mesečne temperature: julija +25,4 °C, januarja −2,1 °C. V nekaterih poletnih dnevih lahko temperatura doseže 40 °C, pozimi pa −20 °C. Obdobje brez zmrzali traja 179 dni na leto. Povprečna letna količina padavin je med 320 mm in 400 mm.

## Glavne znamenitosti
- biosferni rezervat Askanija-Nova (uk)
- Lemurijsko jezero (uk)
- spomenik Legendarna tačanka (uk)

## Javno mnenje
Med referendumom o neodvisnosti leta 1991 je bilo 90,13 % glasov v Hersonski oblasti za Akt o razglasitvi neodvisnosti Ukrajine. Raziskava, ki jo je decembra 2014 izvedel Kijevski mednarodni inštitut za sociologijo, je pokazala, da 1 % prebivalstva oblasti podpira pridružitev svoje regije Rusiji, 94,9 % te zamisli ne podpira, drugi pa so bili neodločeni ali se niso odzvali.

## Znane osebnosti
- Oleg Jevgenovič Avramenko (1967–2018), ukrajinski pisatelj, novinar, prevajalec
- Oleksa Dmitrovič Almaziv (1886–1936), ukrajinski vojskovodja, državni aktivist, general Armije UNR
- Danilo Giljaka, ukrajinski aktivist
- Georgij Viktorovič Gelijev (rojen 1960), ukrajinski igralec, režiser, narodni umetnik Ukrajine
- Volodimir Ivanovič Kedrovski (1890–1970), ukrajinski državnik, politični delavec, publicist, polkovnik Armije UNR
- Mihajlo Mihajlovič Kononikiv (1864–neznano), ukrajinski vojskovodja, polkovnik Armije UNR
- Volodimir Mikolajovič Kuliš (1917–2009), ukrajinski pisatelj
- Veronika Mihaljevič (1910–1972), ukrajinska pesnica